# Алекс Бейрод
Александър Бейрод (на немски: Alexander Beyrodt) (роден на 4 ноември 1964 г. в Саарбрюкен) е немски китарист, композитор и продуцент от Саарланд. Той е активен като сесиен китарист повече от 20 години и е допринесъл за много записи. През това време той е изиграл повече от 1000 концерта в над 25 страни.

## Биография
Александър Бейрод се премества със семейството си в Шпизен-Елверсберг година след раждането му. На 14-годишна възраст Бейрод започва да свири на китара, вдъхновен от рок групата Дийп Пърпъл. Първо той се научava да бъде архитектурен чертожник. По-късно напуска Саарланд и се премества в Дортмунд, където проектира пъбове и ресторанти в архитектурния отдел на пивоварна.
През 1988 г. Алекс Бейрод навлиза на професионалната музикална сцена в немската хевиметъл група Sinner. Той свири в тази група като китарист, с прекъсвания, до 2001 г. и ходи на многобройни турнета (включително поддържащи актове за Уайтснейк, Savatage, Дийп Пърпъл и Mr. Big).
Той прекарва известно време в Лос Анджелис в началото на 90-те години. През 1999, 2001, 2003, 2006 г. той прави световно турне като китарист на немската хевиметъл група Primal Fear.
През 1999 г. основава собствена група Silent Force, която се радва на особен успех в Япония. В тази група той работи с американския рок певец DC Купър, който преди това е бил активен с датската група Royal Hunt. Между 2000 и 2010 г. той пътува няколко пъти по света и провежда семинари и клиники. Посетил е страни в Европа, САЩ, Китай, Индонезия, Филипините, Малайзия и Япония.
През 2009 г. основава групата Alex Beyrodt's Voodoo Circle. Групата включва още музикантите Дейвид Рийдман (вокали), Мат Синър (електрически бас), Маркус Кулман (барабани) и Алесандро Дел Векио (клавишни). Вторият албум Broken Heart Syndrome излиза през февруари 2011 г. , а наследникът More Than One Way Home излиза през 2012 г. Той е постоянен член на Primal Fear от 2009 г. и замества Хени Уолтър, както там, така и в Sinner, който основава собствената си група Nitrogods. Той е постоянен член на групата Sinner от 2011 г.
В музикалната си кариера, освен в групата, той работи и като китарист на турне за Глен Хюз (Дийп Пърпъл). Той също така свири с Питър Мафей, Тони Кери (Рейнбоу), Мел Гейнор (Simple Minds), Мартин Енгелиен (Klaus Lage Band), Майкъл Садлър (Saga), Пол Шортино (Quet Riot) в студиото или на сцената. Той придружава турнета им на фестивала Rock Meets Classic като китарист от 2011 г. където споделя сцената с рок легенди като Алис Купър, Иън Гилън от Дийп Пърпъл, Стив Лукатър от Тото и много други.
От 2010 г. Бейрод живее отново в старата си родна общност Шпизен-Елверсберг, в чиято Златна книга е увековечен, чийто почетен гражданин е и е въведен в Залата на славата през 2019 г.

## Използвани инсртументи
Неговото оборудване се състои от Stratocasters, произведени от Siggi Braun, както и няколко Fender Stratocasters. В началото на 2000 г. той получава честта на персонализиран модел от производителя ESP, който му е представен в Япония като част от турне с Silent Force. Той използва звукови ефекти от GuitarSlinger Effects и Tonemaster, които сам е разработил. Алекс Бейрод също е звуков дизайнер и демонстрира продукти на търговски панаири по целия свят.

## Дискография

### Със Sinner
- 1992: Where Were You (сингъл)
- 1992: No More Alibis
- 1994: Respect
- 1995: Bottom Line
- 1996: In the Line of Fire (Livealbum)
- 1997: Judgement Day
- 1997: Judgement Day (сингъл)
- 1998: The Nature of Evil
- 2000: The End of Sanctuary
- 2011: One Bullet Left
- 2013: Touch Of Sin II

### Със Silent Force
- Дискография на Silent Force

### С The Sygnet
- 1998: The Sygnet – Children of the Future
- 1998: The Sygnet - Unload the Gun (сингъл)

### С Alex Beyrodt's Voodoo Circle
- 2009: Alex Beyrodt's Voodoo Circle
- 2011: Broken Heart Syndrome
- 2013: More Than One Way Home
- 2015: Whisky Fingers
- 2018: Raised On Rock
- 2021: Locked & Loaded

### С Primal Fear
- 2010: Live in the USA
- 2010: 16.6 All Over the World (DVD)
- 2011: Bad Guys Wear Black (сингъл)
- 2012: Unbreakable
- 2014: Delivering The Black
- 2016: Rulebreaker
- 2018: Apocalypse
- 2020: Metal Command

### Други участия
- 1994: Wild Axes – демо (1984)
- 1990: Mat Sinner – Call My Name (сингъл)
- 1990: Mat Sinner - Back To The Bullet
- 2001: The Spirit of The Black Rose - A Tribute To Фил Лайнът (Song The Sun Goes Down с Тин Лизи)
- 2001: Jaded Heart – Diary 1990-2000
- 2001: Emerald - A Tribute To The Wild One (Song The Sun Goes Down)
- 2002: Missa Mercuria – Missa Mercuria
- 2002: Nörthwind – El Retorno del Rey (гастрол)
- 2004: Victor Smolski – Majesty & Passion (гастрол)
- 2006: Heavenly - Sign of the Winner (гастрол)
- 2006: Code of Perfection – Last Exit for the Lost (гастрол)
- 2007: David Readman - David Readman
- 2008: Alex Beyrodt's Voodoo Circle - Voodoo Circle
- 2011: Scheepers: Scheepers
- 2011: Kimball/Jamison: Kimball/Jamison
- 2011: Alex Beyrodt's Voodoo Circle: Broken Heart Syndrome
- 2012: Primal Fear - Unbreakable
- 2013: Alex Beyrodt'sVoodoo Circle - More Than One Way Home
- 2014: Primal Fear - Delivering The Black
- 2015: Level 10 - Chapter One (С Russel Allen Symphony X)
- 2016: JORN - Life On Death Road
- 2020: It's ALIE - Lilith (гастрол)